# Tricentrus ananthasubramaniani
Tricentrus ananthasubramaniani är en insektsart som beskrevs av Sharma och Badan 1986. Tricentrus ananthasubramaniani ingår i släktet Tricentrus och familjen hornstritar. Inga underarter finns listade i Catalogue of Life.